# AIK Bandy
Denna artikel behandlar AIK:s bandysektion för herrar. För damernas bandysektion, se AIK Bandy Damer.
AIK Bandy var den år 1905 startade bandysektionen inom den i Stockholm år 1891 bildade svenska idrottsklubben AIK. Efter säsongen 1985/1986 lade AIK ner herrlaget i bandy, för att återuppta verksamheten igen 2004.
Den 2 november 2022 försattes AIK Bandy i konkurs på egen begäran. I november 2023 lade AIK ned all bandyverksamhet på både herr- och damsidan.
Bandylaget AIK har spelat i Sveriges högsta Division i 23 säsonger och blivit svenska mästare tre gånger. Hemmaplan var mellan säsongen 2008/2009 och 2019/2020 Bergshamra IP men inför säsongen 2020/21 flyttade klubben till Gubbängens skridsko- och bandyhall, och de använde då namnet AIK Arena på hallen. Det första elitseriemötet i den nya hallen skedde den 13 november mot Hammarby och AIK vann med 11–3.

## Historia
Klubben grundades 1891 hemma hos familjen Behrens på Biblioteksgatan 8 i Stockholm den 15 februari och blev därmed den första innerstadsklubben i Stockholm. Det var ett par tonåringar, som hade bestämt sig för att bilda en idrottsklubb. Namnet, Allmänna Idrottsklubben, valdes för att man hade kommit överens om att alla upptänkliga idrotter skulle utövas. AIK var som klubb även allmän i den meningen att vem som helst kunde bli medlem. Även valet av verksamhet hade betydelse. Klubbens första grenar var gymnastik och friidrott, som på 1890-talet hette just ”allmän idrott”.
1905 togs bandyn upp på programmet av Magnus Cleve. Var laget då spelade är idag okänt. Man debuterade i Svenska mästerskapet i bandy säsongen 1909, en säsong då man även vann sitt första SM-guld när man vann över Djurgårdens IF med 7–3 i finalen. Denna säsongen vann man även bandyturneringen vid Nordiska spelen för första gången, en titel som försvarades vid nästa spel 1913. Efter det gick man till SM-final 1913, som dock förlorades mot IFK Uppsala med 2-1. 1914 var det dags för nästa SM-final, återigen mot Djurgårdens IF och även denna gång vann man, nu med 4-2. Samma säsong blev man återigen nordiska mästare, finalen mot IFK Uppsala vanns med 3–1, detta var den sista framgången för AIK bandyns del i de nordiska mästerskapen.  AIK spelade ytterligare 2 SM-finaler under 1910-talet. Den ena spelades 1915 mot IFK Uppsala som man förlorade med 0-2, den andra spelades 1917 även denna gång mot IFK Uppsala, det blev återigen förlust, nu med 11–2.
AIK hamnade efter dessa finaler i en kort svacka, säsongen 1931 var man dock tillbaka på allvar. Denna säsong var dock mästerskapssystemet ändrat. Man delade nu upp alla lag i 2 olika grupper, södra och norra gruppen, för att sedan låta vinnarna i de båda grupperna göra upp i en final. AIK slutade först i den norra gruppen och fick sedan möta IF Göta i en avgörande final, Göta hade slutat på en första placering i den södra gruppen. I finalen på Stockholms Stadion vann AIK över Göta med 4–3. I och med vinsten i finalen tog AIK sitt tredje och sista SM-guld under 1900-talet.
Lagets publikrekord för seriematcher i Sveriges högstadivision lyder på 14 987 åskådare mot Örebro SK på Stockholms stadion i Sveriges dåvarande Division I den 23 januari 1955, där Örebro SK vann med 6-3 .
Sammanlagt har AIK gjort 23 säsonger i Sveriges högsta division i bandy för herrar, senast 1964/1965 där man bara vann en av 14 matcher. 
Säsongen 1968/1969 vann AIK sin grupp i Division II, och kvalade till Division I mot Vetlanda BK och Finspångs AIK. Vetlanda BK slog AIK med 4-0 i Vetlanda, och gick upp. Efter några säsonger i Division II, som man föll ur 1971, var AIK även nere i Division III, och i början av 1980-talet även i Division IV. Efter säsongen 1985/1986 lade AIK ner herrlaget i bandy , för att återuppta verksamheten igen 2004. Säsongen 2004/2005 fick AIK börja i Division II, där de gjorde succé direkt och vann serien samt Pokalcupen. Styrelsen tog beslutet att AIK var mogna för att flyttas upp, men i Division 1 Östra samt fortsättningsserien Allettan Norra säsongen 2005/2006 floppade laget och förlorade varje match. Säsongen 2006/2007 spelade man i Division II Norra Svealand. Säsongen 2007/2008 tog man sig till kval till Allsvenskan 2008/2009, som blivit Sveriges andra division, men drog sig ur kvalspelet efter problem att få ihop laget och speldatum .
Inför säsongen 2008/2009 flyttade AIK:s herrlag och damlag i bandy från Spånga IP och Sollentunavallen till Bergshamra IP  i hemkommunen. Säsongen 2018/2019 tog man sig åter till Elitserien.
AIK Bandy satte även upp som mål att till säsongen 2008/2009 bedriva ungdomsverksamhet, men redan säsongen 2007/2008 fick man ett pojklag då unga ishockeyspelare i AIK Hockey Team 94 valt att även spela bandy . Pojklaget lyckades vinna P-14 Stockholm Intersport Kosa Cup samma säsong.
Sent på försäsongen 2016/2017 inleddes en satsning av en ny styrelse. Spelare som Martin Falk, Filip Bergman och Johan Willes anslöt till laget. Efter en start som inte infriade de högt ställda förväntningarna värvades storstjärnan Rinat Sjamsutov och målskytten Anton Lindberg in och AIK avslutade säsongen med 11 raka vinster och kom trea.
Sedan säsongen 2019/2020 spelade laget i Elitserien.
AIK Herr har 3 SM-guld och är därmed sjunde bästa herrlag i Sverige. Herrlaget har 23 säsonger i Sveriges högsta Division i bandy.
Den 2 november 2022 ansökte AIK Bandy om konkurs. Ansökan drogs sedan tillbaka. Herrlaget lades ner medan damlag och ungdomsverksamhet fortsatte att bedrivas vidare. I april 2023 beslutade Svenska Bandyförbundet att AIK A-lag Dam av ekonomiska skäl tvångsdegraderas till Allsvenskan. Ett beslut som överklagades av AIK men som i augusti 2023 fastställdes av förbundet. 
I november 2023 lade AIK ned all bandyverksamhet på både herr- och damsidan.

## Meriter
- Svenska mästerskap:
  - Vinnare (3):1909, 1914, 1931
  - SM-finalförluster (4): 1913, 1915, 1917 och 2021
- Nordiska mästerskap/Balckska pokalen:
  - Vinnare (3):1909, 1913, 1914
- Distriktsmästerskap:
  - Vinnare (11): 1910, 1913, 1914, 1915, 1920, 1921, 1923, 1926, 1950, 1955, 1963
- Pokalmästerskapen:
  - Vinnare (6): 1914, 1915, 1917, 1919, 1940, 2004 (de fem första titlarna vanns av AIK:s B-lag)
- Distriktsmästerskap för herrjuniorer:
  - Vinnare (5): 1919, 1951, 1952, 1959, 1964